# Potentilla squamosa
Potentilla squamosa es una especie de planta del género Potentilla, perteneciente a la familia Rosaceae.

## Taxonomía
Potentilla squamosa fue descrita por Jiří Soják en 2002.

## Distribución
Se encuentra en el territorio de Corea.